# Upeneus parvus
Upeneus parvus är en fiskart som beskrevs av Felipe Poey 1852. Upeneus parvus ingår i släktet Upeneus och familjen mullefiskar. Inga underarter finns listade i Catalogue of Life.

## Bildgalleri

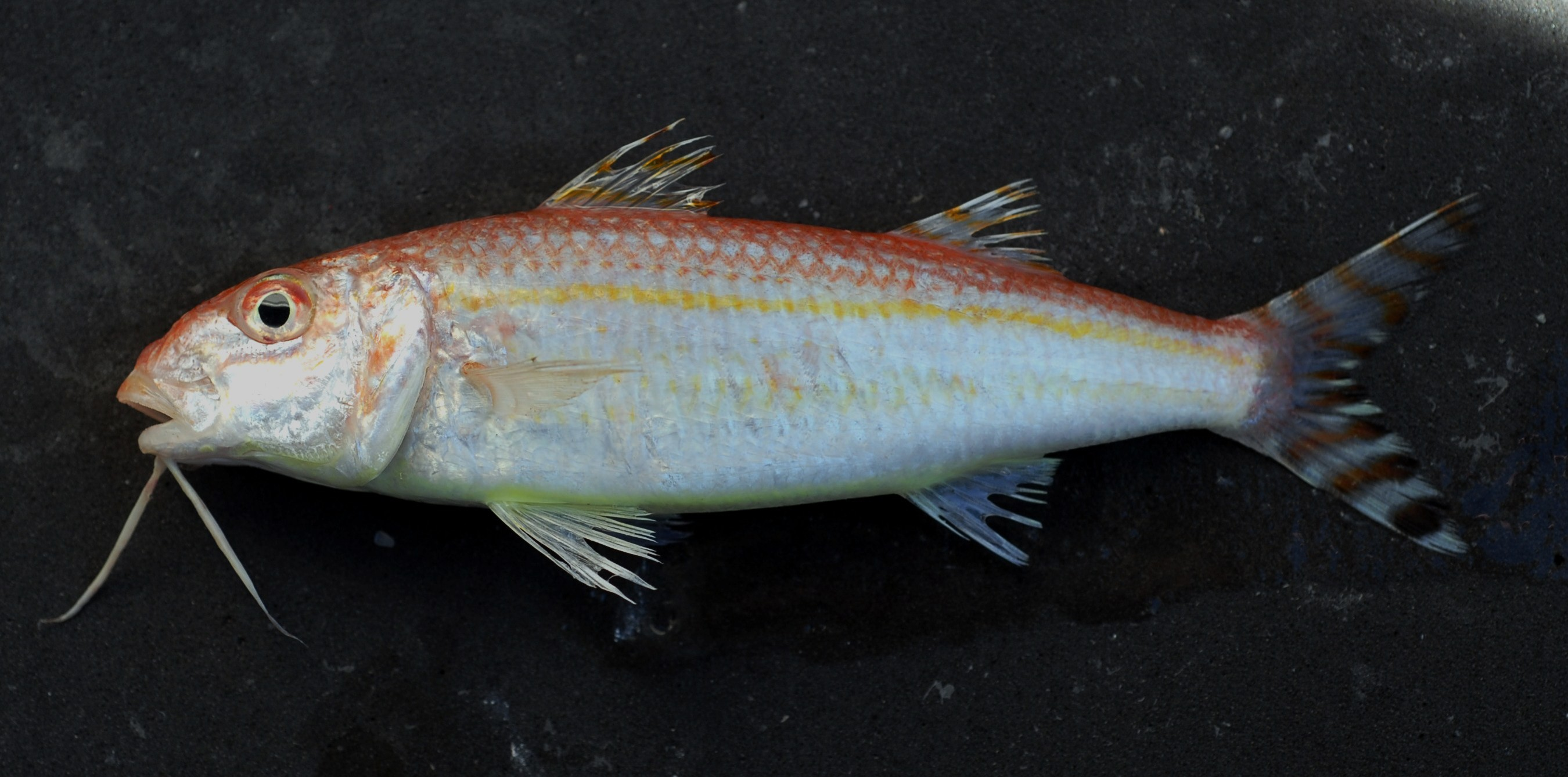